# Neville Southall
Pour les articles homonymes, voir Southall.
Neville Southall, né le 16 septembre 1958 à Llandudno, Pays de Galles, est un footballeur (gardien de but) gallois des années 1980 et 1990.
Southall joue l'essentiel de sa carrière dans le club anglais d'Everton où il signe en 1981 et dispute un nombre record pour le club de 578 matchs en championnat (Premier League et Football League, 750 matchs toutes compétitions confondues) jusqu'en 1998, menant l'équipe à deux titres de champion d'Angleterre, à deux victoires en FA Cup et au triomphe en Coupe d'Europe des vainqueurs de coupe. Il est parallèlement le joueur gallois le plus capé avec 92 sélections internationales entre 1982 et 1997.
Après sa carrière de joueur, Southall devient entraîneur de quelques clubs non-league et de l'équipe nationale galloise par intérim.

## Biographie

### Jeunesse
Originaire de Llandudno, Southall commence le football au poste de défenseur central avec l'équipe de son école puis les Llandudno Swifts, où il joue aux côtés de Joey Jones.
À l'adolescence, Southall fait des essais infructueux à Crewe Alexandra et Bolton. Il travaille ensuite comme éboueur puis serveur, commençant donc sa carrière de footballeur relativement tard.
Il soutient l'association galloise YesCymru.

### Carrière en club
En 1980, Bury le recrute en dédommageant Winsford United de 6 000 £. Il joue 39 matchs en quatrième division au cours de la saison 1980–81, ses performances attirent l'attention de Howard Kendall. En 1981, il signe avec l'équipe de première division d'Everton pour 150 000 £. Il est prêté aux mois de janvier et février 1983 à Port Vale, rejouant neuf matchs en quatrième division avant d'être rappelé à Goodison Park.
Lors de la saison 1983–84, Southall et Everton jouent à deux reprises à Wembley en finale de la League Cup, qui est finalement perdue contre Liverpool au match d'appui, et en finale de la FA Cup, qui amène le premier trophée d'une époque glorieuse de l'histoire d'Everton.
La constance de Southall en 1984–85 contribue à la victoire d'Everton en championnat et en Coupe des coupes, mais échoue à un but (signé Norman Whiteside) d'un possible triplé, après une défaite en prolongation en finale de la FA Cup contre Manchester United. Southall est élu « footballeur de l'année de la FWA » en 1985, devenant le quatrième et à ce jour dernier gardien de but à recevoir cette distinction.
En 1986, Southall manque une troisième finale de FA Cup consécutive pour cause de blessure et sa doublure Bobby Mimms (en) le supplée pour affronter Liverpool, match qui se termine par une défaite 3–1. Everton rate de peu un deuxième championnat de rang au profit de Liverpool, mais se console l'année suivante en devançant son rival.
En 1989, Southall participe à une nouvelle finale de FA Cup entre les deux clubs de la Mersey. Comme cela s'est produit en 1986, la finale voit Everton perdre contre Liverpool, cette fois-ci sur le score de 3–2 après prolongation. À la mi-saison 1989–90, alors que Jim Leighton est sous le feu des critiques à Manchester United, des rumeurs font état de l'intérêt que porte Alex Ferguson à Southall, mais le transfert ne se conclut pas et United recrute finalement Les Sealey (en) de Luton Town.
Lors du match d'ouverture de la saison 1990–91, alors que ses coéquipiers sont encore dans les vestiaires, Southall boude une partie de la mi-temps assis contre un poteau de but, mécontent d'avoir encaissé trois buts contre le promu Leeds United (un match finalement perdu 3–2), une image restée célèbre. C'est une époque de turbulence pour Southall, qui remet plusieurs demandes de transfert tout au long de la saison et jusqu'à la fin de sa carrière à Everton.
Everton est en déclin, mais Southall reste indispensable pour les Blues et sa fidélité est récompensée en finale de la FA Cup 1995 quand il est désigné « homme du match », écœurant les attaquants de Manchester United, décrochant ainsi son premier titre depuis huit ans. Dans la foulée, Southall fête son jubilé contre le Celtic pour sa longue période à Everton.
En décembre 1997, le vieillissant Southall est prêté à Southend United en Division Two, il joue neuf matchs avant de rejoindre Stoke City en février 1998. Le transfert à Stoke est rendu définitif le mois suivant, Everton permettant à Southall de quitter le club librement après dix-huit ans de bons et loyaux services. À la fin de la saison, Southall est libéré, avant de signer avec Torquay United en Third Division en décembre 1998. Alors âgé de 40 ans, il est encore assez affuté pour jouer 61 matchs de compétitions jusqu'en février 2000. Il fait ensuite un retour remarqué en Premier League en signant avec Bradford City. Il apparaît à Valley Parade, le 12 mars 2000, à l'âge de 41 ans, concédant deux buts signés Michael Bridges de Leeds United pour une défaite 2–1. Il demeure l'un des plus vieux joueurs à avoir disputé un match de Premier League.
Partant de Bradford à la fin de la saison 2000–01, Southall s'engage ensuite pour York City, Rhyl, Shrewsbury Town, Dover Athletic et Dagenham & Redbridge. En 2002, Southall met un terme à sa carrière de joueur à l'âge de 44 ans.

### Carrière internationale
Ses 92 sélections internationales galloises constituèrent un record national jusqu'à ce que son record soit battu par son compatriote Chris Gunter le mardi 21 novembre 2018.
Southall concède 123 buts, soit une moyenne de 1,34 but encaissé par match. La Coupe du monde 1958 étant l'unique phase finale d'un tournoi majeur disputée par le pays de Galles et la dernière édition du British Home Championship s'étant tenue en 1984, la majorité des sélections de Southall sont donc des matchs amicaux ou des matchs de qualification.
Southall honore sa première cape contre l'Irlande du Nord au Racecourse Ground de Wrexham le 27 mai 1982 pour le compte du British Home Championship, le pays de Galles l'emporte 3–0. Quinze ans plus tard, à un mois de son 39e anniversaire, il joue sa dernière rencontre internationale, un match de qualification pour la Coupe du monde 1998 contre la Turquie le 20 août 1997. Les Turcs gagnent 6–4, mais Southall ne joue que la première mi-temps et quitte le terrain à 3–3.
Southall garde entre les cages du pays de Galles lors du match qualificatif pour la Coupe du monde 1986 fatidique à Ninian Park le 10 septembre 1985, où leurs espoirs de qualification s'évanouissent quand l'Écosse égalise tardivement à 1–1. Toutefois, le résultat de ce match est anecdotique quand le sélectionneur écossais Jock Stein subit une crise cardiaque à la fin du match et meurt peu après.

## Palmarès
- Vainqueur de la Coupe d'Europe des vainqueurs de coupe en 1985 avec Everton
- Champion d'Angleterre en 1985 et 1987 avec Everton
- Vainqueur de la Coupe d'Angleterre (FA Cup) en 1984 et 1995 avec Everton
- Vainqueur du Charity Shield en 1984, 1985, 1986, 1987 et 1995 avec Everton